# 프란코 체피렐리
프란코 체피렐리(이탈리아어: Franco Zeffirelli, Grande Ufficiale OMRI, 1923년 2월 12일 ~ 2019년 6월 15일)는 이탈리아의 영화 감독, 오페라 감독, 정치인이다. 1994년부터 2001년까지 중도 우파 성향의 정당 포르차 이탈리아 소속으로 상원 의원을 역임했다.

## 서훈
- 1977년 이탈리아 공화국 공로장 2등급(Grande Ufficiale OMRI)[1]
- 2004년 대영 제국 훈장 2등급 명예장(honorary KBE, 외국인대상 정원외)